# Moss Christie
Maurice Christie, detto Moss (Sydney, 26 novembre 1902 – Sydney, 19 dicembre 1978), è stato un nuotatore australiano.
Specializzato nello stile libero ha vinto la medaglia d'argento nella staffetta 4x200 m sl alle Olimpiadi di Parigi 1924.

## Palmarès
- Olimpiadi
  - Parigi 1924: argento nella staffetta 4x200 m.